# Calamagrostis aurea
Espèce
Statut de conservation UICN

 VUB2ab(iii) : Vulnérable
Synonymes
Deyeuxia aurea Munro ex Wedd.
Calamagrostis aurea est une espèce de plantes à fleurs monocotylédones de la famille des Poaceae, sous-famille des Pooideae, originaire d'Équateur.
Cette espèce a été classée comme espèce vulnérable dans la liste rouge de l'Union internationale pour la conservation de la nature (UICN).

## Distribution et habitat
Calamagrostis aurea est une espèce endémique des Andes équatoriennes, où elle est fréquente dans les superparamos au-dessus de 4 000 mètres d'altitude.
On en connaît huit populations.
L'espèce est protégée dans la réserve écologique Cayambe-Coca, dans la réserve écologique Los Ilinizas et dans la réserve de production faunistique Chimborazo.